# Xaltepuxtla
Xaltepuxtla är en ort i Mexiko.   Den ligger i kommunen Tlaola och delstaten Puebla, i den sydöstra delen av landet, 150 km nordost om huvudstaden Mexico City. Xaltepuxtla ligger 1 331 meter över havet och antalet invånare är 3 761.
Terrängen runt Xaltepuxtla är huvudsakligen kuperad, men den allra närmaste omgivningen är platt. Runt Xaltepuxtla är det ganska tätbefolkat, med 192 invånare per kvadratkilometer. Närmaste större samhälle är Huauchinango, 8,6 km väster om Xaltepuxtla. I omgivningarna runt Xaltepuxtla växer i huvudsak blandskog.